# Hrabstwo Westmoreland (Wirginia)

Piramida wieku hrabstwa

Hrabstwo Westmoreland – hrabstwo w USA, w stanie Wirginia, według spisu z 2000 roku liczba ludności wynosiła 16 718. Siedzibą hrabstwa jest Montross.

## Geografia
Według spisu hrabstwo zajmuje powierzchnię 655 km², z czego 595 km² stanowią lądy, a 60 km² – wody.

### Miasta
- Colonial Beach
- Montross